# Madame Restell
Ann Trow Lohman (6. května 1812 Painswick – 1. dubna 1878 New York), lépe známá jako Madame Restell, byla v americká porodní bába a andělíčkářka (poskytovatelka potratů), která provozovala svou činnost v New Yorku. Později se stala doslova turistickou atrakcí New Yorku a častým terčem tisku, který ji označoval za „Nejhorší ženu v New Yorku”. Praktikováním svých služeb si přišla na velké jmění. Její pád přivodil morální reformátor Anthony Comstock, který Ann nechal zatknout za provozování potratů.

## Životopis
Ann Trow se narodila Painswicku v hrabství Gloucestershire v Anglii Johnu Trow a (Mary) Ann Trow rozené Lewis. Její otec byl dělník. Když bylo Ann patnáct let, začala pracovat jako služebná pro rodinu řezníka. V šestnácti letech se provdala za Henryho Sommerse, krejčího a alkoholika z Wiltshiru. V roce 1831 po třech letech života v Anglii, společně emigrovali do New Yorku, kde Sommers v roce 1833 zemřel na tyfus[nepřesný odkaz]. Ann zůstala sama s malou dcerou Caroline a musela se živit jako švadlena a porodní bába.
V roce 1836 se znovu provdala za německo-ruského přistěhovalce Charlese Lohmana. Charles Lohman v té době pracoval jako tiskař pro deník New York Herald. Lohman byl radikál a volnomyšlenkář, přítel a spolupracovník George Matsella, vydavatele radikálního časopisu Free Inquirer. Spolu s Matsellem se Lohman podílel na vydání knihy Roberta Dale Owena Moral Physiology; or, a Brief and Plain Treatise on the Population Question (1831) a knihy Charlese Knowltona Fruits of Philosophy; or, The Private Companion of Young Married People (1831).

### Kariéra
Annin bratr Joseph Trow rovněž emigroval do New Yorku a pracoval jako asistent prodeje v lékárně. Ann se i nadále zajímala o ženské zdraví. Charles a Ann vymysleli příběh, který měl potvrdit Anniny zájmy o porodnictví a ženské zdraví. Podle jejich vyprávění odcestovala do Evropy, aby se vyučila porodní bábou u renomovaného francouzského lékaře Restella. Začala prodávat patentované léky a (pravděpodobně ve spolupráci s manželem a bratrem) vytvářet antikoncepční přípravky, jako byly „preventivní prášky” a „ženské měsíční pilulky”, inzerované pod jménem „Madame Restell”. Tyto výrobky prodávala prostřednictvím pošty a podomním prodejem. Když se ukázalo, že tyto „měsíční pilulky” nestačí k tomu, aby žena ukončila těhotenství a udržela si tak dobré postavení ve společnosti, vymyslela Restell další řešení. Sama se prohlásila za lékařku a lékárnici a spolu s manželem se „stali” chirurgy. Nový titul zajišťoval větší výnosnost a zákonný trest  by byl stejný jako se uděloval za nabízení potratů vyvolaných léky. Abortiva používané v této době byly často směsi s přísad jako námel, kalomel, aloe nebo čemeřice černá. Předpokládalo se, že tyto látky rozrušují trávicí trakt a vyvolávají potrat. Chirurgické potraty zahrnovaly protržení plodového vaku nebo rozšíření děložního hrdla (předčasný porod), nebo dokonce dekapitaci v děloze. 

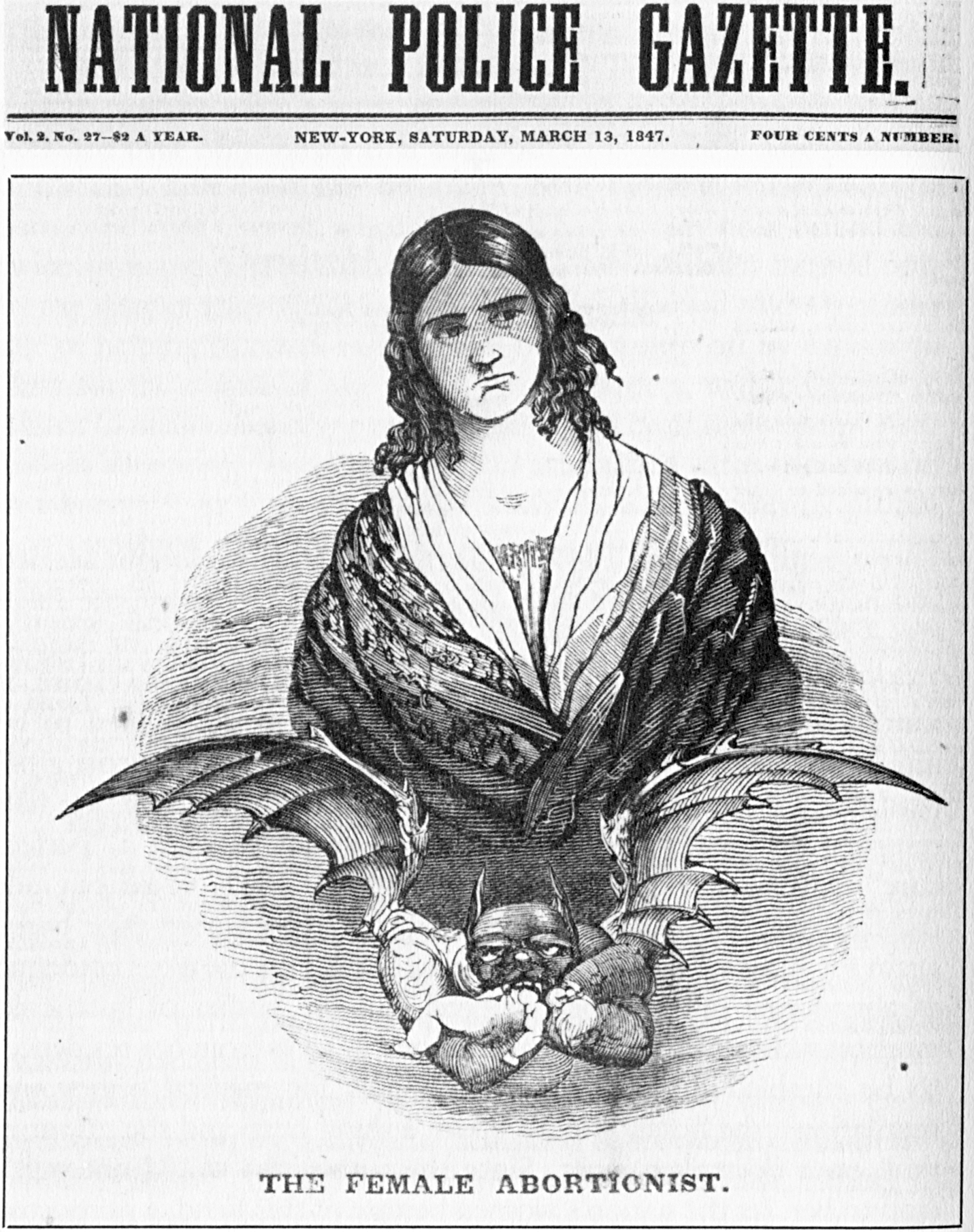
Ztvárnění Madame Restell v novinách National Police Gazette

Madame Restell inzerovala své služby jako „ženská lékařka” v novinách, jako byl Herald a dokonce i New York Times. Se svým manželem Charlesem působila ve velkém sídle z hnědého kamene (tzv. brownstone) na severovýchodním rohu Fifth Avenue a 52nd Street.
V době, kdy Restell začala podnikat, nebyly potraty téměř vůbec nezákonné. Zakázány byly pouze chirurgické potraty, a to až poté, kdy již žena cítila pohyby dítěte (to bylo obvykle kolem 4. měsíce). Úspěchy Madame Restell začaly brzy přitahovat napodobitele a konkurenci. To přitáhlo pozornost Americké lékařské asociace (American Medical Association, AMA), která v roce 1857 oficiálně zahájila kampaň za ukončení potratů. Ve snaze získat podporu pro svou věc se AMA zaměřila na Restell, nejslavnější poskytovatelku potratů, kterou považovala za nepřítele. Termín „restellismus” se stal eufemismem pro potrat. Po rychlých změnách zákonů v New Yorku, byla Restell neustále pronásledována úřady a bojovníky proti potratům, kteří se ji snažili donutit, aby ukončila svou praxi.
Setkávala se i s odporem tisku. Noviny National Police Gazette se věnovaly „kriminálním zprávám” z New Yorku a podrobně informovaly o krádežích, potratech a znásilněních. Zpravodajství se neomezovalo jen na New York, ale rozšířilo se do velkých měst po celých Spojených státech a Evropě. Noviny tvrdily, že kromě provádění potratů „... většina opuštěných kojenců, které se téměř denně nacházejí po celém městě, pochází z jejího (Madame Restell) podniku”. Konzervativní redaktoři, jako například Samuel Jenks Smith z New York Sunday Morning News, také profesi Madame Restell veřejně odsoudili. Dne 7. července 1839 (nejstarší útok tisku na Restell) jeho úvodník tvrdil, že její podnikání „... zasahuje do kořenů veškerého společenského řádu”. Podle Smithe se lékaři domnívali, že vykonává nebezpečnou práci, a že „... to, co dělá, je nemožné, aniž by ohrožovala životy pacientů”. Její práce byla považována za „hříšnou”.
Madam Restell se stala natolik známou po celém New Yorku, že přepisy jejích soudních procesů byly zveřejněny v časopise Time a v policejních novinách Police Gazette. V turistických průvodcích byla uvedena jako newyorská atrakce.

### Potíže se zákonem
V roce 1840 ji obvinila pacientka jménem Maria Purdy, že jí při provedení potratu přivodila tuberkulózu. Erupce zloby v tisku Restell nazvala „monstrem v lidské podobě” a obvinila ji z činů proti Bohu. Restell slíbila finanční odškodnění každému, kdo prokáže, že její metody byly nebezpečné, a přestože byla zpočátku shledána vinnou, její odvolání zmíněný rozsudek zrušilo. Její nelehký vztah s veřejným míněním pokračoval.
Mary Applegate byla svobodná žena, kterou z Filadelfie k Madame Restell poslal její milenec. Otec dítěte také zařídil, aby Restell zařídila jeho adopci. Applegate o této dohodě nevěděla, dokud se nevrátila do Filadelfie, kde ji čekalo jen chladné přivítání jejího bývalého milence. Applegate se pak vrátila k Madame Restell, aby ji požádala o navrácení dítěte, ale Restell tvrdila, že o dítěti nic neví. Tisk jako New York Medical and Surgical Reporter okamžitě vykreslil Restell jako padoucha.
V roce 1841 byla Mary Rogers nalezena mrtvá v řece Hudson. Noviny naznačovaly, že zemřela při potratu, který provedla Madame Restell.
Stát New York v roce 1845 potraty zakázal. Tento zákon dále omezil zákony z předchozího desetiletí. Potrat, který měl za následek smrt matky nebo byl proveden, když zřetelné pohyby dítěte, byl zabitím druhého stupně. Nový dodatek k zákonu stanovil, že prodej potratových prostředků nebo provádění potratů v jakékoli fázi těhotenství je přestupek, který se trestá ročním vězením. Ženy, které vyhledaly potrat nebo se o něj samy pokusily, byly navíc pokutovány částkou 1000 dolarů. Potraty byly právně definovány jako obscénní téma a v novinách se o nich již nepsalo. Ženy již nesměly o potratech svobodně diskutovat. Restell obcházela zákony tím, že své služby inzerovala jako metody k regulaci menstruace.

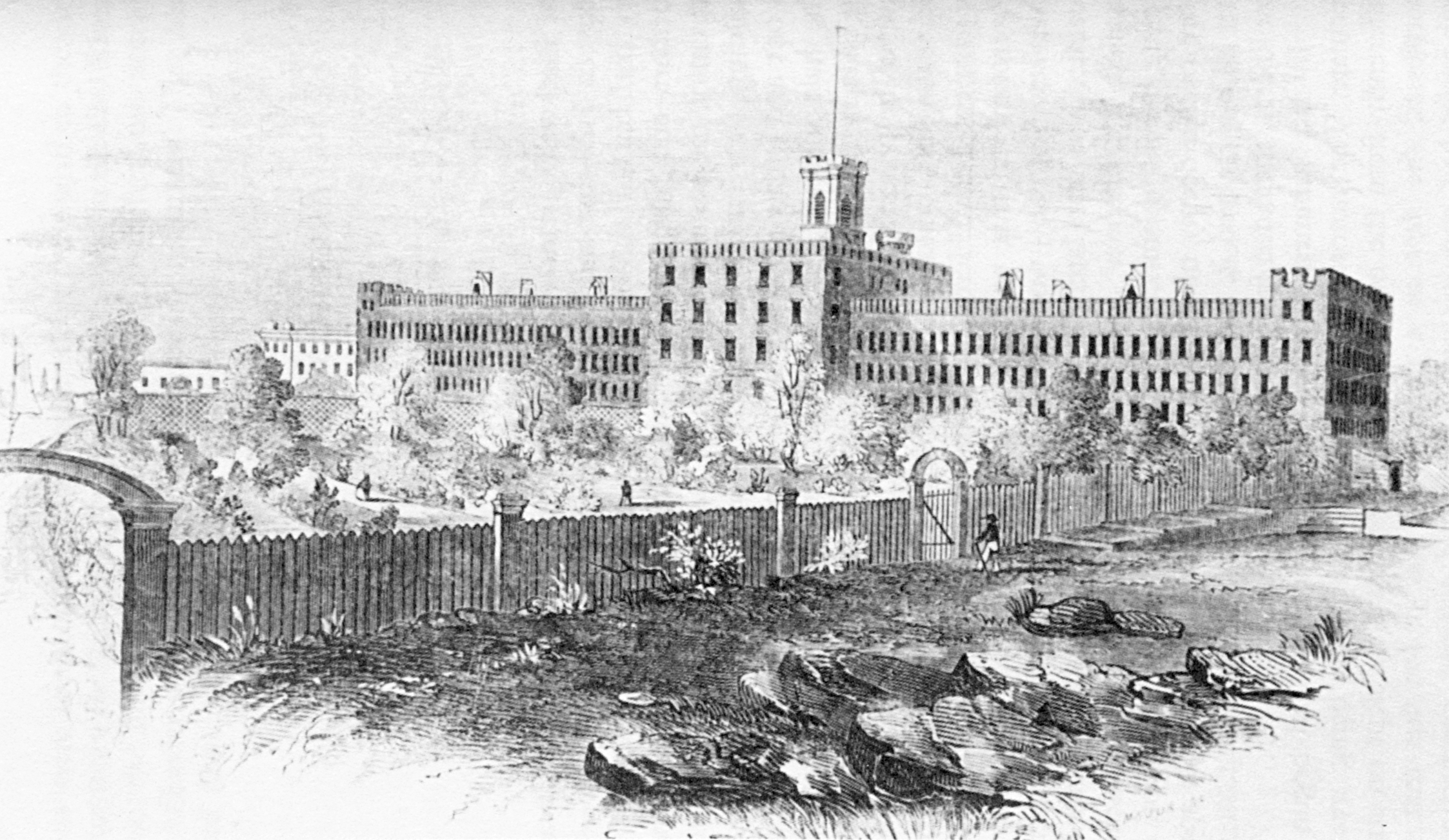
Vězení na ostrově Blackwell's Island

V roce 1847 byla Madame Restell znovu obviněna z provedení potratu, což vedlo k jeho odsouzení, které bylo „všeobecně přivítáno”. Mediální pokrytí procesu podnítilo diskusi kolem výdělečnosti potratů prováděných lékaři. Dále bylo poznamenáno, že oběti této praktiky byly „obvykle chudé, nevzdělané ženy” z Nové Anglie a Connecticutu, které přijížděly na potrat do New Yorku.
Služebnou Mariu Bodine poslal kvůli potratu k Madam Restell její pán. Restell usoudila, že Maria je v příliš vysokém stupni těhotenství na to, aby mohla podstoupit potrat, ale Mariin pán na tom trval. Nakonec Restell dobře zaplatil a ona souhlasila s provedením potratu. Maria se pak vrátila ke své práci. Poté co onemocněla a navštívila lékaře byla potrat nucena přiznat. Restell byla postavena před soud. Během tohoto případu obhájci madam Restell vykreslili Bodine jako „povolnou” ženu, jejíž zranění byla důsledkem syfilidy a neměla tak s Restell nic společného. Právníci Marii Bodine Restell označili za bezbožnou neschopnou ženu. Restell případ prohrála, byla obviněna z přestupku a odsouzena k jednomu roku vězení, které se nacházelo na ostrově Blackwell's Island.

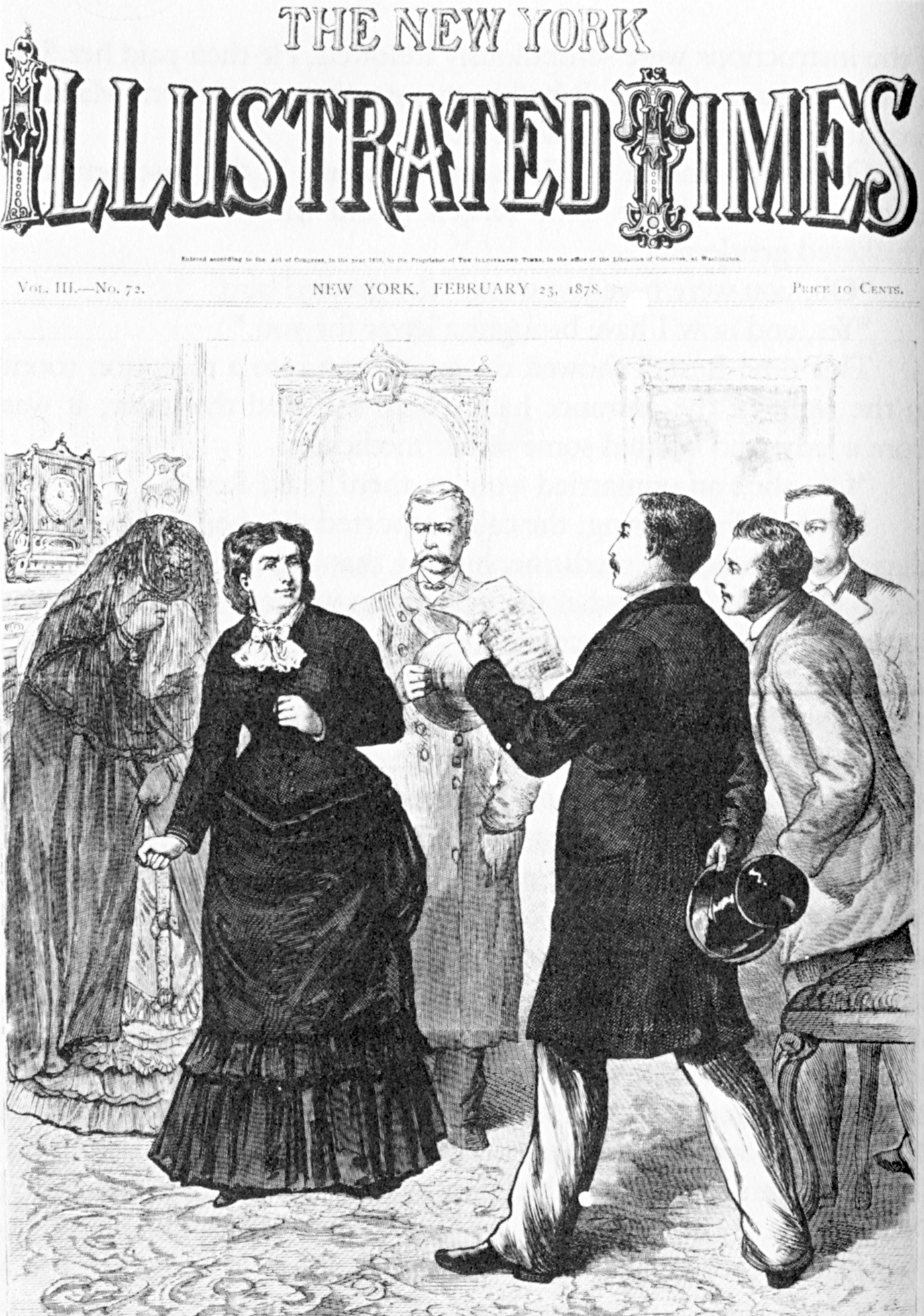
Zatčení Madame Restell

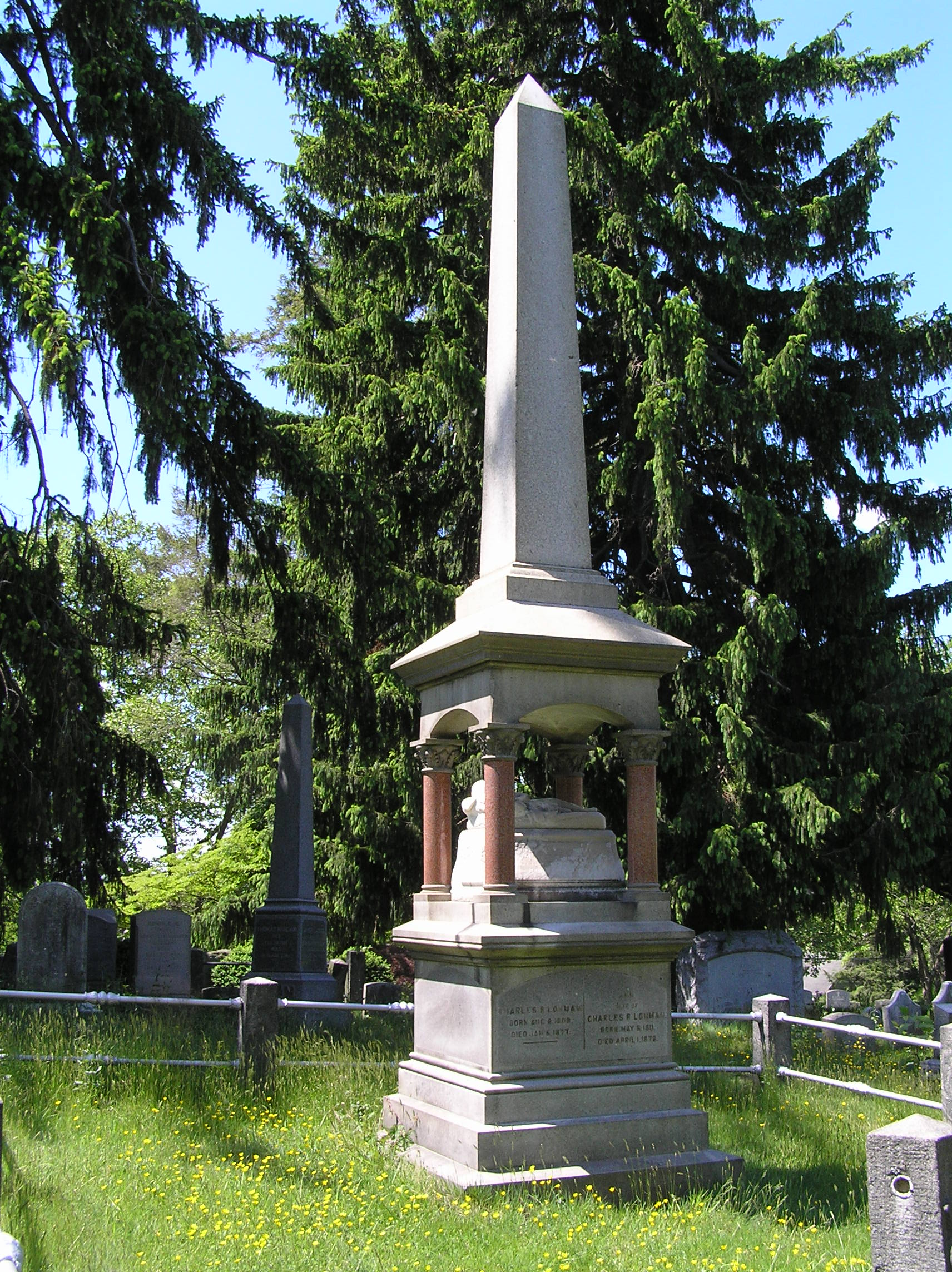
Hrob Madame Restell na hřbitově Sleepy Hollow, New York

Poté, co si Madam Restell svůj trest odpykala, změnila své podnikání. Zcela odstranila chirurgické potraty a soustředila své úsilí na pilulky a svůj penzion. V roce 1854 požádala o americké občanství, které jí bylo uděleno. Důkazy předložené v případu v roce 1854 naznačují, že Restell a její manžel si v té době účtovali 50–100 dolarů za potrat a měli stálou klientelu. Před přijetím zákona z roku 1845 Restell účtovala svým klientům poplatky různě v závislosti na společenské třídě. Mnohým z jejích bohatších pacientek účtovala až 1 000 dolarů. Madame Restell sice omezila své podnikání, ale tisk nenechal její pověst v klidu. Byla nazývána „Nejhorší ženou v New Yorku”.
V roce 1855 se na Madame Restell obrátila německá přistěhovalkyně Frederica Medinger s prosbou o poskytnutí pokoje, kde by mohla zůstat do narození svého dítěte. Podle Medinger jí Restell dala v době porodu šest pilulek. Den po porodu se Medinger ptala po svém dítěti a Restell jí řekla, že dítě zmizelo. Restell byla obviněna z únosu a přílišné chamtivosti. Když byla předvedena před soud, Medinger se nedostavila. Mnozí se domnívali, že jí Restell zaplatila, aby od případu upustila. Restell byla propuštěna a o ženě a jejím dítěti už nikdy nikdo neslyšel. Předpokládá se, že dítě bylo prostřednictvím Restell adoptováno.
Reakce na Madame Restell a její newyorskou praxi odrážely obecný postoj k potratům ve Spojených státech. Podomní prodejci ve městech jako Boston a Filadelfie se doslechli o jejím finančním úspěchu a prodávali pilulky, aby na nich stejně úspěšně vydělali. Ještě než měla Restell vlastní problémy se zákonem, slyšela příběhy o poskytovatelích potratů ve Filadelfii a Lowellu, kteří byli obviněni z vraždy, což svědčilo o rostoucím odporu vůči této praxi v celostátním měřítku. Podobný byl případ doktora Johna Stevense, lékaře, který provedl potrat mladé bostonské ženě jménem Gallagher. Její smrt, která byla důsledkem této vysoce rizikové operace, vedla k obvinění Stevense z vraždy. Ačkoli občanská válka odvedla pozornost mnoha Američanů od debaty o potratech, její konec umožnil některým lékařům návrat ke kampani proti potratům. Zatímco někteří lékaři zaujali k této otázce jasný morální postoj, jiní zjistili, že jejich kampaň zvyšuje pravděpodobnost, že budou postihováni neškolení lékaři, čímž vzniká potenciál pro prosazení vlastních profesních cílů.
Madam Restell nashromáždila velké jmění. Vlastnila několik pozemků, na jednom z nich se nacházelo extravagantní sídlo. Měla nejlepší koně, kočáry a hedvábné šaty. Občanská válka jí poskytla krytí, které potřebovala, aby se její podnikání mohlo postavit na nohy. Přestože byla jednou uvězněna a mnohokrát obviněna, zdála se být bez úhony.

### Zatčení
Poštovní inspektor Anthony Comstock, vlivný morální reformátor, se snažil regulovat nejen sexuální aktivity, ale i samotný způsob, jakým společnost o sexu přemýšlí. Jakékoli informace o prevenci nebo přerušení těhotenství považoval za pornografické. V roce 1873 přijal americký kongres Comstockovy zákony, které zakazovaly diskutovat nebo šířit cokoli, co vláda považovala za obscénní. Porušení těchto zákonů se trestalo šesti měsíci až pěti lety vězení a pokutou 100 až 2000 dolarů.
Madam Restell byla kvůli Comstockovi zatčena. Comstock se vydával za zákazníka shánějícího antikoncepční pilulky a následujícího dne ji odvedl na policii, aby ji zatkla. Kauce byla stanovena na 1 000 dolarů. Sáhla prý do kabelky, aby vytáhla 10 000 dolarů, ale soudce přijímal pouze kauční dluhopisy, takže Restell musela zaplatit ručiteli. Po jejím zatčení na počátku roku 1878 ji ve vaně v jejím domě na Fifth Avenue objevila služebná mrtvou. Ráno 1. dubna 1878 si sama podřízla hrdlo. Jednalo se o den, kdy měl začít její soud. Po její smrti byla zjištěna její majetková hodnota v rozmezí 500 000–600 000 dolarů.